# Самнер (Міссурі)
Самнер (англ. Sumner) — місто (англ. city) в США, в окрузі Черітон штату Міссурі. Населення — 78 осіб (2020).

## Географія
Самнер розташований за координатами 39°39′22″ пн. ш. 93°14′36″ зх. д. / 39.65611° пн. ш. 93.24333° зх. д. (39.656058, -93.243431).  За даними Бюро перепису населення США в 2010 році місто мало площу 0,59 км², уся площа — суходіл.

## Демографія
Згідно з переписом 2010 року, у місті мешкали 102 особи в 52 домогосподарствах у складі 26 родин. Густота населення становила 174 особи/км².  Було 87 помешкань (148/км²).
Расовий склад населення:
| - 100,0 % — білих |

До двох чи більше рас належало 0,0 %. Частка іспаномовних становила 0,0 % від усіх жителів.
За віковим діапазоном населення розподілялося таким чином: 20,6 % — особи молодші 18 років, 52,9 % — особи у віці 18—64 років, 26,5 % — особи у віці 65 років та старші. Медіана віку мешканця становила 49,0 року. На 100 осіб жіночої статі у місті припадало 112,5 чоловіків;  на 100 жінок у віці від 18 років та старших — 118,9 чоловіків також старших 18 років.
За межею бідності перебувало 35,8 % осіб, у тому числі 50,0 % дітей у віці до 18 років та 20,0 % осіб у віці 65 років та старших.
Цивільне працевлаштоване населення становило 40 осіб. Основні галузі зайнятості: сільське господарство, лісництво, риболовля — 25,0 %, освіта, охорона здоров'я та соціальна допомога — 20,0 %, мистецтво, розваги та відпочинок — 15,0 %, роздрібна торгівля — 12,5 %.